# 民族民主戦線
民族民主戦線（みんぞくみんしゅせんせん、英語名：National Democratic Front、略称：NDF）は、1976年に結成され、1990年代半ばまで存続したミャンマーの少数民族武装勢力の同盟である。長年にわたりKNUの本拠地マナプロウで定期会合を開き、この時期、唯一維持に成功した同盟組織だった。

## 結成
ウー・ヌ元首相率いる議会制民主主義党（PDP）との同盟・民族統一解放戦線（NULF）が失敗に終わったKNUは、今度はビルマ族の組織を除外した同盟を模索していた。折しもミャンマーでは憲法改正の準備が進んでおり、1973年には憲法改正の是非を問う国民投票が実施され、翌1974年には新憲法が制定されてビルマ連邦革命評議会は解散し、曲がりなりにも民政移管が実現していた。また1968年、シャン州北東部に「解放区」を築いたビルマ共産党（CPB）が、少数民族武装勢力内で分裂引き起こし、各組織の政治・経済利権を脅かしていた。このような状況の中で、KNU以下各少数民族武装勢力は体制の建て直しを迫られていた。
まず1973年5月、KNUの拠点・コウムラ（Kawmoorah）で、KNU、SSPP、KNLP、KNPPにより革命民族同盟（Revolutionary Nationalities Alliance：RNA）が結成された。設立目的は「平等と民族自決の原則にもとづく、独立した民族国家による真の連邦連合の樹立」だった。しかしこのRNAは、1975年5月、ネ・ウィン体制打倒の旗幟をより鮮明にしたKNU、SSPP、KNPP、NMSP、ALPによる連邦民族民主戦線（Federal National Democratic Front：FNDF）に取って代わられた。そしてFNDFは翌1976年5月10日、加盟組織を拡大して民族民主戦線（NDF）に再編され、KNU議長・ボー・ミャがNDF議長にも就任し、マナプロウに本部が置かれた。RNA、FNDFはKNU以外は弱小組織だったが、強大なKIOの加入は大きく、これで組織の実態が伴った。

## 活動

### ビルマ共産党との同盟
しかしNDF結成直後の1976年7月6日、KIOは、CPBを支援する中国の兵器を入手することが目的で、長年の宿敵であったCPBと同盟関係を結んでNDFから離脱した。しかしCPBとの同盟でも活路を見いだせなかったKIOは、1983年にNDFに復帰。翌1984年10月、9つの組織の代表が出席した会合がマナプロウで開かれ、政府に対する分離権の主張を取り下げ、ビルマ連邦内における自治権の要求へと方針転換した。
そしてKIOの要請に従って、1985年4月、NDFの全メンバーの代表者を含む 26人の一団が、100人以上のシャン族、タアン族、カチン族のゲリラに護衛されながら、泰緬戦国境地帯からカチン州を旅し、同年11月、ようやく到着。KIOの本部があるパジャウで会議を開催し、NDFをシャン族、タアン族、カチン族の北部司令部、ワ族、パオ族、カレンニー族の中央司令部、モン族、カレン族、ラカイン族の南部司令部に分割する合意が結ばれた。その後、代表団はCPBの本拠地・パンカンに赴き、翌1986年3月17日から24日にかけて第2回会議が開催され、NDFとCPBは、中央政府に対して協同歩調を取ることで合意した。長年敵対してきた少数民族武装勢力とCPBが同盟を組むという画期的な出来事だったが、強烈な反共主義者だったボー・ミャはこれに猛烈に反対し、足並みは揃わなかった。
CPBに対しては、KIOとSSPPが同盟を組む一方で、KNU他、PNOとKNPPもCPBのゲリラと度々衝突するなど対立を抱えていた。またKNUとNMSP、KIOとSSPPとの間には領土問題があった。さらにKIO、SSPP、WNOはケシ栽培・アヘン取引に関わっていたが、KNUは麻薬の密売人を処刑するなど麻薬に対しては厳しい態度で臨んでおり、NDF内も一枚岩ではなかった。

### 衰退
1986年11月16日、CPB、KIA、SSA、PSLAの合同大隊が、モンポー（Mong Paw）とパンサイ（Panghsai）との間にあるシーシンワン（Hsi-Hsinwan）山の山頂にある国軍前哨基地を攻撃した。この作戦にはCPBの人民軍兵士が1,000人近く動員され、共産党史上最大規模の戦闘だったが、件の合同大隊は1度は前哨基地を陥落させたものの、国軍の援軍と反撃に遭って、12月7日、退却を余儀なくされた。国軍の追撃は続き、1987年1月3日にモンポー、1月6日にパンサイ、1月23日には、カチン族の独立の英雄・ノーセンの再侵入以来、CPB支配下にあったクンハイとマンヒオが奪還された。これによりビルマ中央政府と中国との間で公式に陸上貿易が再開され、CPBは中緬国境のもっとも重要なゲートを失って財政的に大打撃を受けるとともに、その無力さをさらけ出したことで、NDFに対する面目も失った。
1987年、KIOのブランセンとKNUのサー・タ・ノル（Hsar Ta Nor）がNDF代表として、イギリス、西ドイツ、スイス、日本を訪問。イギリスでは、サー・タ・ノルが貴族院で演説を行い、ブランセンが最後のビルマ担当国務長官・リストウェル卿とパンロン会議のイギリス代表・ボトムリー卿と一緒に記者会見の行った。ブランセンの父はパンロン会議のカチン族代表だった。
しかし、久しぶりに国際社会で注目を浴びた喜びも束の間、8888民主化運動の真っ只中の1988年6月、かねてより領土問題を抱えていたKNUとNMSPとの間で衝突が発生。その後のNDFの仲介で停戦合意の席が設けられたが、その前夜の7月23日、スリーパゴダ峠で両者の間で激しい戦闘が発生した。戦闘は27日間続き、双方に多大な犠牲者が出たほか、多数の家屋が焼失した。NDFが再び介入し、スリーパゴダ峠から得られる税収を両者分割することで停戦合意が結ばれたが、NDFの結束に大きなひびが入った。2期で議長職を退いたボー・ミャは、1988年3月、ジャーナリストのマーティン・スミスに、NDFに対する幻滅、KIOに対する不満をぶちまけ、自分の意見をもっと聞かなければNDFを離脱する可能性を示唆したが、KNU幹部は総じて否定的だったのだという。

## 崩壊
8888民主化運動の際、ビルマ民主主義回復委員会（CRDB）など元PDPの人々がNDFとの同盟を求めてきたが、過去のわだかまりから、当初NDF側は慎重姿勢だった。しかしNDFは、8888民主化運動に参加した学生中心の全ビルマ学生民主戦線（ABSDF）の結成を支援し、チン州で新たに結成されたチン民族戦線（CNF）の加盟を認めた。そして民主派勢力と少数民族武装勢力を結集すべく、1988年11月14日から18日まで、KNUの拠点の1つ・クレルダイ（Klerday）に22の組織が集まり、ビルマ民主同盟（DAB）が結成され、NDFからはKNPP以外の組織はすべて参加した。

しかし1989年頃から国軍の猛攻撃を受け、DAB、NDF、KNUは後退を余儀なくされた。そして1993年4月、DAB＜NDFの主要メンバーであるKIAが政府と停戦合意の交渉を開始し、これにDAB、NDFの他のメンバーは猛反対した。KIOの幹部の1人は以下のように述べている。
またKIO議長・ブランセンは以下のように述べている。
結局、KIOはDAB、NDFから除名されたが、その後も、MNSP、KNPPなどが政府との停戦交渉に入り、同年12月末、ついにKNUも政府と停戦交渉に入る声明を発表。1994年1月にはKNUがABSDFに武装解除を命じ、幹部を拘束して民主化運動から離脱し、これにてDAB、NDFは事実上崩壊した。

## 構成団体
出典
- カレン民族同盟 (KNU) - 軍事部門：カレン民族解放軍（KNLA）
- カレンニー民族進歩党（KNPP）-  軍事部門：カレンニー軍（KA）
- カヤン新領土党（KNLP）（1977年脱退。1991年再加盟）
- シャン州進歩党（SSPP）（1991年除名）- 軍事部門：シャン州軍（SSA）
- アラカン解放党（英語版） (ALP) - 軍事部門：アラカン解放軍 (ALA)（1988年アラカン民族統一戦線《NUFA》が引き継ぐ）
- ラフ統一党（LNUP）- 軍事部門：ラフ州軍（LSA）（1984年解散。1987年 ラフ民族機構《LNO》が引き継ぐ）
- パオ解放機構（United Pa-O Liberation Organization：UPLA）（1977年脱退。1980年パオ民族機構 (PNO) - 軍事部門：パオ民族軍（PNA）が引き継ぐ。1991年除名）
- パラウン州解放党（PSLP）- パラウン州解放軍（PSLA）（1991年除名）
- 新モン州党（NMSP） - 軍事部門：モン国民解放軍（MNLA）（1982年加盟）
- カチン独立機構（KIO） - 軍事部門：カチン独立軍（KIA）（1983年加盟）
- ワ民族機構（WNO) - 軍事部門：ワ民族軍（WNA）（1983年加盟）
- チン民族戦線 (CNF)  - 軍事部門：チン民族軍 (CNA)（1989年加盟）